# Camini
Camini és un comune (municipi) de la Ciutat metropolitana de Reggio de Calàbria a la regió italiana de Calàbria.
Es troba localitzat aproximadament a uns 50 km al sud de Catanzaro i aproximadament 80 km al nord-est de Reggio Calabria.
Camini limita amb els municipis següents: Riace, Stignano, Stilo.

## Vistes principals
- Un Turri, unes torres del segle XVI
- Santa Maria Assunta en Cielo, una església del segle xii amb frescs